# Гунько, Николай Макарович
Николай Макарович Гунько (укр. Микола Макарович Гунько; 8 ноября 1945, Глубокий Яр, Крымская область — 7 декабря 2000, Угловое) — председатель колхоза имени 60-летия Советской Украины Бахчисарайского района Крымской области, позднее КрАССР, Украинская ССР, Герой Социалистического Труда (1991). Народный депутат, политик. Заслуженный работник сельского хозяйства Автономной Республики Крым (1991).

## Биография
Родился 8 ноября 1945 года в селе Глубокий Яр Бахчисарайского района Крымской области в крестьянской семье. Отец — Гунько Макар, мать — Кадынская (Жук) Евдокия Харлампиевна.
Окончил среднюю школу № 1 Бахчисарая, поступил в Крымский сельскохозяйственный институт имени Калинина. В ноябре 1964 года был призван в ряды ВС СССР, в 1964—1966 годах служил в ракетных частях. В 1971 году закончил Крымской сельскохозяйственный институт с отличием по специальности агроном.
С февраля 1971 года по март 1975 года работал главным агрономом в колхозе имени 22-го съезда КПСС Бахчисарайского района. С 1973 и по 1991 год — член КПСС. С марта 1975 года — председатель колхоза имени 60-летия Советской Украины Бахчисарайского района. Руководил колхозом в течение 25 лет. Показал себя талантливым организатором и специалистом сельского хозяйства. Развивал все отрасли производства, инфраструктуру села Угловое, наибольшее внимание уделял развитию садоводства и виноградарства. Высаживались высокоурожайные сорта семечковых и косточковых фруктов, технических и столовых сортов винограда, зерновых и овощных культур. Внедрялись достижения науки, в том числе использование капельного и подкронового орошения в садах. Это позволило колхозу имени 60-летия Советской Украины увеличить сборы фруктов до 8-9 тысяч тонн, винограда более 12 тысяч тонн, урожайность зерновых превысила 50 центнеров с гектара. Денежные доходы его превышали 11 млн рублей, а прибыль 4,5-4,8 млн рублей. Колхоз получал переходящие Красные Знамёна района, области, УССР. Были построены винный и консервный заводы, холодильники емкостью 3500 тонн, тепличный комбинат, школа на 1200 ученических мест, дом культуры, торговый комплекс, врачебная амбулатория, дом быта, столовая, детский комбинат, другие объекты производственного и социально-культурного назначения. В 1978 году колхоз получил звание «Коллектив высокопроизводительного труда, высокой культуры и образцового общественного порядка». В 1980 году в Угловом было открытие отделения греко-римской борьбы Бахчисарайской детско-юношеской спортивной школы. В 1981 году Угловским сельским Советом (председатель Слышкина М. Е.) и колхозом им. 60-летия Советской Украины (председатель Гунько Н. М.) было инициировано открытие детской музыкальной школы в Угловом. На берегу Чёрного моря был построен пансионат на 240 мест для организации отдыха колхозников и их детей.
Указом Президента СССР от 7 августа 1991 года «за большой личный вклад в обеспечение стабильных темпов роста производства продукции растениеводства и животноводства на основе применения прогрессивных технологий, внедрение передовых методов организации труда и успешное решение социальных вопросов» Гунько Николаю Макаровичу присвоено звание Героя Социалистического Труда с вручением ордена Ленина и золотой медали «Серп и Молот».
В 1971—2000 годах избирался депутатом сельского, районного, областного Советов, был членом бюро Бахчисарайского райкома партии. Делегат 28-го съезда КПСС. В 1990 году был делегатом учредительного съезда Крестьянского Союза в Москве.
Депутат Верховной Рады Автономной Республики Крым I созыва (1990—1994) от КПСС по округу № 84.
Был членом Народной партии Украины В. М. Литвина. Председатель правления агрофирмы «Черноморец» Бахчисарайского района. В 1999 году решением Президиума Верховной Рады Автономной Республики Крым «О занесении трудовых коллективов и передовиков на Республиканскую Доску почета» (Сборник нормативно-правовых актов Автономной Республики Крым 1999, N 4, ст. 361) коллектив агрофирмы «Черноморец» и Н. М. Гунько был внесён на Республиканскую Доску почета АРК.
Умер 7 декабря 2000 года. Похоронен на кладбище села Угловое, Бахчисарайский район.

## Награды
Награждён орденами:
- Ленина (07.08.1991),
- «Знак Почёта» (1974),
- Трудового Красного Знамени (07.07.1986),

а также медалями.
Заслуженный работник сельского хозяйства Автономной Республики Крым (1991).

## Память
- Отмечен в мемориале Герои Социалистического Труда Крыма на Набережной в Симферополе.
- В селе Угловом на базе ДЮСШ в 2001—2021 годах проводился ежегодный юношеский турнир по греко-римской борьбе памяти Н. М. Гунько[5].